# Prime Video
Prime Video, også markedsført under navnet Amazon Prime Video er en amerikansk video on demand internet tjeneste, der er udviklet, ejet og drevet af Amazon.